# جينوم@هوم
كان جينوم في المنزل (بالإنجليزية: Genome@home)‏ مشروعًا موسعًا للحوسبة الموزعة يديره ستيفان لارسون من جامعة ستانفورد، ومشروع شقيق فولدنغ@هوم . كان هدفه تصميم البروتينات وتطبيقاتها، والتي كان لها آثار في العديد من المجالات بما في ذلك الطب. تم تشغيل Genome @ home من قبل Pande Lab في جامعة ستانفورد ، وهي مؤسسة غير ربحية مكرسة للبحث العلمي والتعليم.

## الوظيفة
بعد مشروع الجينوم البشري ، كان العلماء بحاجة إلى معرفة الآثار البيولوجية والطبية للثروة الناتجة من المعلومات الوراثية. استخدم Genome @ home طاقة المعالجة الغير مستخدمة على أجهزة الكمبيوتر الشخصية لتصميم الجينات تقريبًا التي تتوافق مع البروتينات الموجودة ، على الرغم من أنه يمكن أيضًا تصميم بروتينات جديدة لم يتم العثور عليها في الطبيعة. هذه العملية تتطلب الكثير من العمليات الحسابية ، لذلك تعد الحوسبة الموزعة خيارًا قابلاً للتطبيق. يمكن للباحثين استخدام نتائج المشروع لاكتساب فهم أفضل لتطور الجينوم الطبيعي والبروتينات ووظائفها. كان لهذا المشروع تطبيقات في العلاج الطبي ، أدوية جديدة ، وتعيين وظائف للجينات المتسلسلة حديثًا.
قام Genome @ home بدراسة الجينوم والبروتينات مباشرة من خلال تصميم متواليات جديدة لهياكل البروتين ثلاثية الأبعاد الحالية ، والتي حصل عليها علماء آخرون من خلال تقنيات البلورات بالأشعة السينية أو الرنين المغناطيسي النووي. من خلال فهم العلاقة بين التسلسل وهياكل البروتين المحددة ، عالج مختبر باندي القضايا المعاصرة في البيولوجيا الهيكلية وعلم الوراثة والطب.
على وجه التحديد ، ساعد مشروع Genome @ home في فهم السبب في أن الآلاف من متواليات الحمض الأميني المختلفة تشكل جميعها نفس الهياكل وساعدت في مجالات البروتينات والجينوميات الإنشائية من خلال التنبؤ بوظائف الجينات والبروتينات المكتشفة حديثًا. كما كان له آثار في العلاج الطبي من خلال تصميم وإنشاء نسخ جديدة من البروتينات الموجودة بالفعل. [1] تم تصميم برنامج Genome @ home لأنظمة المعالج الأحادي. يبدأ بمجموعة كبيرة من التسلسلات المحتملة ، ويبحث مرارًا وتكرارًا في هذه التسلسلات حتى يتم العثور على تسلسل جيد التصميم. ثم يرسل هذا التسلسل إلى الخادم ، ويكرر هذه العملية.